# Seznam dílů seriálu Star Wars: Dobrodružství Freemakerů
Toto je seznam dílů seriálu Star Wars: Dobrodružství Freemakerů. Americký 3D animovaný sci-fi televizní seriál Star Wars: Dobrodružství Freemakerů, který měl premiéru 20. června 2016 na stanici Disney XD. V Česku měl seriál premiéru 17. října 2016 na stanici Disney Channel.

## Přehled řad
| Řada    | Díly | Premiéra v USA  | Premiéra v USA | Premiéra v ČR      | Premiéra v ČR     |
| Řada    | Díly | První díl       | Poslední díl   | První díl          | Poslední díl      |
| ------- | ---- | --------------- | -------------- | ------------------ | ----------------- |
| 1       | 13   | 26. června 2016 | 29. srpna 2016 | 17. října 2016     | 2. listopadu 2016 |
| Kraťasy | 5    | 4. května 2017  | 4. května 2017 | 16. října 2017     | 31. října 2017    |
| 2       | 13   | 17. června 2017 | 16. srpna 2017 | 18. listopadu 2017 | 24. prosince 2017 |

## Seznam dílů

### První řada (2016)
| Č. v seriálu | Č. v řadě | Původní název                   | Český název               | Režie                        | Scénář                     | Premiéra v USA    | Premiéra v ČR     | Prod. kód |
| ------------ | --------- | ------------------------------- | ------------------------- | ---------------------------- | -------------------------- | ----------------- | ----------------- | --------- |
| 1            | 1         | A Hero Discovered               | Nový hrdina               | Michael Hegner               | Bill Motz a Bob Roth       | 20. června 2016   | 17. října 2016    | 101       |
| 2            | 2         | The Mines of Graballa           | V dolech u Grabally       | Martin Skov                  | James W. Bates             | 21. června 2016   | 18. října 2016    | 102       |
| 3            | 3         | Zander's Joyride                | Zanderova krasojízda      | Per Düring Risager           | Russ Carney a Ron Corcillo | 22. června 2016   | 19. října 2016    | 103       |
| 4            | 4         | The Hidden Secret of Cloud City | Tajemství Oblačného města | Michael Hegner               | John Behnke                | 23. června 2016   | 20. října 2016    | 104       |
| 5            | 5         | Peril on Kashyyyk               | Výprava na Kashyyyk       | Jens Møller                  | David Shayne               | 27. června 2016   | 21. října 2016    | 105       |
| 6            | 6         | Crossing Paths                  | Setkání s hrdiny Povstání | Martin Skov                  | Bill Motz a Bob Roth       | 11. července 2016 | 24. října 2016    | 106       |
| 7            | 7         | Race on Tatooine                | Závody na Tatooine        | Frederik Budolph             | David Shayne               | 18. července 2016 | 25. října 2016    | 107       |
| 8            | 8         | The Test                        | Zkouška                   | Michael Hegner               | Bill Motz a Bob Roth       | 25. července 2016 | 26. října 2016    | 108       |
| 9            | 9         | The Kyber Saber Crystal Chase   | Honba za krystaly Kyberu  | Jens Møller                  | Russ Carney a Ron Corcillo | 1. srpna 2016     | 27. října 2016    | 109       |
| 10           | 10        | The Maker of Zoh                | Stavitel ze Zohu          | Per Düring Risager           | James W. Bates             | 8. srpna 2016     | 28. října 2016    | 110       |
| 11           | 11        | Showdown on Hoth                | Honička na Hothu          | Frederik Budolph             | John Behnke                | 15. srpna 2016    | 31. října 2016    | 111       |
| 12           | 12        | Duel of Destiny                 | Osudový souboj            | Jens Møller                  | Bill Motz a Bob Roth       | 22. srpna 2016    | 1. listopadu 2016 | 112       |
| 13           | 13        | Return of the Kyber Saber       | Návrat meče Kyberu        | Martin Skov a Michael Hegner | Bill Motz a Bob Roth       | 29. srpna 2016    | 2. listopadu 2016 | 113       |

### Kraťasy (2017)
| Č. v řadě | Původní název                         | Český název                    | Premiéra v USA (YouTube) | Premiéra v ČR (YouTube) |
| --------- | ------------------------------------- | ------------------------------ | ------------------------ | ----------------------- |
| 1         | Home One                              | Domov                          | 4. května 2017           | 16. října 2017          |
| 2         | Thrown Into Battle                    | Bitva začíná                   | 4. května 2017           | 20. října 2017          |
| 3         | Rowan's Secret Adventure              | Rowanova tajná dobrodružství   | 4. května 2017           | 23. října 2017          |
| 4         | Zander Freemaker: Superstar Pilot Guy | Pilot superhvězda              | 4. května 2017           | 31. října 2017          |
| 5         | Beware the Gamorrean Flu              | Pozor na Gamorreánskou chřipku | 4. května 2017           | 30. října 2017          |

### Druhá řada (2017)
| Č. v seriálu | Č. v řadě | Původní název                    | Český název                 | Režie                                                                              | Scénář                     | Premiéra v USA    | Premiéra v ČR                        | Prod. kód |
| ------------ | --------- | -------------------------------- | --------------------------- | ---------------------------------------------------------------------------------- | -------------------------- | ----------------- | ------------------------------------ | --------- |
| 14-15        | 12        | A New HomeTrouble on Tibalt      | Nový domovTrable na Tibaltu | Claus Darholt, Frederik Budolph, Jeppe Sandholt a Per Düring RisagerMichael Hegner | Bill Motz a Bob Roth       | 17. června 2017   | 18. listopadu 201719. listopadu 2017 | 201-202   |
| 16           | 3         | The Tower of Alistan Nor         | Věž v Alistan Nor           | Per Düring Risager                                                                 | John Behnke                | 31. července 2017 | 25. listopadu 2017                   | 203       |
| 17           | 4         | The Embersteel Blade             | Břit ze žhavoceli           | Jeppe Sandholt                                                                     | Noelle Stevenson           | 1. srpna 2017     | 26. listopadu 2017                   | 204       |
| 18           | 5         | The Storms of Taul               | Bouře na Taulu              | Martin Skov                                                                        | Ron Corcillo a Russ Carney | 2. srpna 2017     | 2. prosince 2017                     | 205       |
| 19           | 6         | Return to the Wheel              | Návrat na Kolo              | Frederik Budolph                                                                   | Ron Corcillo a Russ Carney | 3. srpna 2017     | 3. prosince 2017                     | 206       |
| 20           | 7         | The Lost Crystals of Qalydon     | Ztracené krystaly Qalydonu  | Per Düring Risager                                                                 | David Shayne               | 7. srpna 2017     | 9. prosince 2017                     | 207       |
| 21           | 8         | The Pit and the Pinnacle         | Z propasti na vrchol        | Michael Hegner                                                                     | John Behnke                | 8. srpna 2017     | 10. prosince 2017                    | 208       |
| 22           | 9         | Flight of the Arrowhead          | Arrowhead dokončen          | Jonas Ussing                                                                       | Ron Corcillo a Russ Carney | 9. srpna 2017     | 16. prosince 2017                    | 209       |
| 23           | 10        | A Perilous Rescue                | Past na Rowana              | Martin Skov                                                                        | David Shayne               | 10. srpna 2017    | 17. prosince 2017                    | 210       |
| 24           | 11        | Escape from Coruscant            | Útěk z Coruscantu           | Frederik Budolph                                                                   | David Shayne               | 14. srpna 2017    | 23. prosince 2017                    | 211       |
| 25           | 12        | Free Fall                        | Volný pád                   | Jens Møller                                                                        | John Behnke                | 15. srpna 2017    | 24. prosince 2017                    | 212       |
| 26           | 13        | Return of the Return of the Jedi | Návrat Návratu Jediů        | Martin Skov                                                                        | Bill Motz a Bob Roth       | 16. srpna 2017    | 24. prosince 2017                    | 213       |